# Warsina
Die Warsina (russisch Варзина) ist ein 32 km langer Fluss im Nordosten der Halbinsel Kola in der Oblast Murmansk in Russland.
Sie entwässert ein Gebiet mit einer Fläche von 1450 km². Ihr mittlerer Abfluss an ihrer Mündung beträgt 16,3 m³/s. Der Fluss bildet den Abfluss aus dem 94,4 km² großen und 224 m hoch gelegenen See Jenosero und fließt in nordnordöstlicher Richtung zur Barentssee, den er über einen Mündungstrichter erreicht. Die größten Nebenflüsse sind Puchtalkwai von rechts und Penka von links.